# Uldis Ķinis
Uldis Ķinis (Saldus, 11 juni 1953) is een Lets rechtsgeleerde en rechter. Hij bracht meer dan dertig publicaties voort over strafrecht en internetcriminaliteit. Hij was verder rechter voor de rechtbank van  Kuldīga, het constitutionele hof en het Joegoslavië-tribunaal.

## Levensloop
Ķinis studeerde in 1981 af rechten aan de Universiteit van Letland in Riga. Ook nadien volgde hij nog verschillende andere studies, waaronder op het gebied van Europees recht, en in verschillende andere landen, zoals in de Verenigde Staten, Noorwegen, Zweden en het Verenigd Koninkrijk. Verder volgde hij van 1995 tot 1997 een masterstudie in strafrecht en promoveerde hij in 2004 tot doctor met een proefschrift over internetcriminaliteit. Naast Lets spreekt hij het Russisch en Engels vloeiend.
Sinds hij in 1981 zijn studie voltooide, was hij tot 2006 werkzaam als rechter en tevens voorzitter van het hof van het district Kuldīga. Ervoor werkte hij ook al enkele jaren als juridisch adviseur. In 2006 werd hij benoemd tot rechter van het constitutionele hof en in de periode van januari 2007 tot maart 2008 gekozen tot vicepresident van het hof. Van maart 2008 tot april 2011 was hij rechter ad litem van het Joegoslavië-tribunaal in Den Haag in de zaak tegen Ante Gotovina.
Hij is daarnaast juridisch adviseur voor de Raad van Europa op het gebied van internetcriminaliteit en van 2004 tot 2005 in de zuidelijke Kaukasus. Sinds 2007 is hij daarnaast als hoogleraar verbonden aan de juridische faculteit van de Stradiņš-universiteit van Riga. Hij bracht meer dan dertig publicaties voort over strafrecht en internetcriminaliteit. 